# Grâces
Grâces település Franciaországban, Côtes-d’Armor megyében. Lakosainak száma 2588 fő (2022. január 1.). Grâces Coadout, Guingamp, Moustéru, Plouisy és Ploumagoar községekkel határos.

## Népesség
A település népességének változása:
| Lakosok száma | 1435 | 2308 | 2481 | 2410 | 2482 | 2492 | 2528 | 2545 | 2548 | 2588 |
|               | 1968 | 1982 | 1990 | 2006 | 2013 | 2015 | 2017 | 2019 | 2020 | 2022 |